# ورنر کی
ورنر کی (انگلیسی: Werner Kiem؛ زادهٔ ۳۰ نوامبر ۱۹۶۲) ورزشکار دوگانه اهل ایتالیا است.